# Де Гонта Коласу, Бранка
Бранка де Гонта Сидре Рибейро Коласу (порт. Branca Eva de Gonta Syder Ribeiro Colaço, 8 июля 1880, Лиссабон, — 22 марта 1945, там же), наиболее известна как Бранка де Гонта Коласу — португальская писательница, ученый и полиглот, также имела широкую известность как поэт, драматург и оратор.

## Биография
Она дочь англичанки Энн Шарлотты Сайдер и португальского политического писателя Томаша Рибейро. Вышла замуж за Рэя Джорджа Коласу, известного керамиста. Их дочь, Ана де Гонта Коласу, стала скульптором и художницей. Опубликовала свою первую работу под именем Бранка де Гонта Коласу.

## Опубликованные работы
Бранка де Гонга Коласу оставила большое литературное наследие, многие из которых опубликованы в журналах.
- Письма Камиллы Каштелу Бранко и Томаса Рибейро, с предисловием Бранка де Гонга Коласу, Portugália, Лиссабон, 1922; работа переиздана в 2001.
- Воспоминания Маркеза де Рио Майор, Лиссабон, 1930.
- Воспоминания о линии Кашкайш, в соавторстве с Мэри Арчер (1899—1982), Партнерство Антонио Мария Перейра, Лиссабон, 1943; переиздана в версии fac-похожие ратушей…, 1999 (ISBN 972-637-066-3).
- Эхо теракта (стихи) in Василий-Португалия, № 219, Лиссабон, 1908.
- Его Высочество наследный Принц (стихотворение, посвященный памяти Князя Луи-Филиппа), in Василий-Португалия, № 219, Лиссабон, 1908.
- Воспоминания Маркеза де Рио Майор: Bemposta — Subserra, преф. Мария Филомена «Моника», Партнерство Антонио Мария Перейра, Лиссабон, 2005 (ISBN 972-8645-25-2).
- Утреня, 1907 (литература);
- Песня полдня, 1912 (литература);
- Время Сиесты, 1918 (литература);
- Последние Песни, 1926 (литература);
- Авто из faroleiros, 1921 («театр», проведенный на сцене Национального Театра);
- Комедия Жизни (театр, в сотрудничестве с Aura Abranches);
- Да потому, что… (театр);
- Поэты Вчера, 1915 (проза);
- В Кулуарах Хроника, 1917 (проза);
- Последние Песни, 1926;
- Благословенное Время, когда я Родился (опубликована посмертно), совместно с Антонио Мария Перейра, Лиссабон, 1945.